# Saint-Germain-du-Crioult
Pour les articles homonymes, voir Saint-Germain.
Saint-Germain-du-Crioult est une ancienne commune française, située dans le département du Calvados en région Normandie, devenue le 1er janvier 2016 une commune déléguée au sein de la commune nouvelle de Condé-en-Normandie. 
Elle est peuplée de 896 habitants.

## Géographie

### Description
Commune limitrophe à l'ouest de Condé-sur-Noireau, son paysage est déjà plus typique du Bocage virois, sauf peut-être pour sa partie septentrionale qui borde la Druance et côtoie la Suisse normande. L'atlas des paysages de la Basse-Normandie la situe intégralement à l'extrémité est de l'unité du bassin de Vire caractérisée par « un moutonnement de basses collines schisteuses […] ordonnées en bandes alignées à l’est ». Le bourg est à 4,5 km à l'ouest de Condé-sur-Noireau, à 14 km au nord de Flers et à 21 km à l'est de Vire.
Le bourg est traversé par la route départementale no 512 (ancienne route nationale 812). Elle y croise la D 184 qui permet au nord de rejoindre Pontécoulant et au sud Montsecret et Tinchebray. Se greffant sur la D 184, la D 184a rejoint Caligny au sud-est. L'accès au grands axes se fait par Condé-sur-Noireau à l'est et par Vire à l'ouest.
Le point culminant (202 m) se situe sur une colline au sud, en limite départementale, près du lieu-dit le Coudray. Le point le plus bas (82 m) correspond à la sortie de la Druance du territoire, au nord-est. La commune est bocagère.

### Communes limitrophes
| Vassy (comm. nouv. de Valdallière)                         | La Chapelle-Engerbold (comm. nouv. de Condé-en-Normandie), Pontécoulant | Proussy (comm. nouv. de Condé-en-Normandie)           |
| Vassy (comm. nouv. de Valdallière)                         | Saint-Germain-du-Crioult                                                | Condé-sur-Noireau (comm. nouv. de Condé-en-Normandie) |
| Moncy (Orne) Saint-Pierre-d'Entremont (Orne, par un angle) | Caligny (Orne)                                                          | Montilly-sur-Noireau (Orne)                           |

### Hydrographie
Saint-Germain-du-Crioult est dans le bassin de l'Orne, par son sous-affluent la Druance qui délimite le territoire au nord-est. Trois de ses affluents parcourent le territoire communal : le Tortillon qui marque la limite avec Vassy au nord-ouest, la Cressonnière, modeste ruisseau dont le vallon s'amorce au niveau du bourg et qui fait fonction de limite avec Condé-sur-Noireau à l'est, et l'Odon, homonyme de l'affluent direct de l'Orne, qui collecte les eaux du sud de la commune.

### Climat
Le climat est océanique, comme dans tout l'Ouest de la France. La station météorologique la plus proche est Caen-Carpiquet, à 38 km, mais Alençon-Valframbert et Granville-Pointe du Roc sont à moins de 75 km. Le Bocage virois et, dans une moindre mesure, la Suisse normande s'en différencient toutefois pour la pluviométrie annuelle qui, à Saint-Germain-du-Crioult, avoisine les 900 mm.

## Toponymie
Saint-Germain-du-Crioult, Crioil en 1198, S. Germanus de Criolo au XIVe siècle : la paroisse est dédiée à saint Germain. L'origine de Crioult n'est pas éclaircie.
Le gentilé est  Germinois.

## Histoire

### Moyen Âge
La paroisse était autrefois partagée, à partir du XIIe siècle, en deux fiefs : le fief de Gouvy (à l'origine des Gouvix) et le fief de Saint-Germain (à l'origine propriété des Marmion de Fontenay). 
Durant la guerre de Cent Ans, le seigneur Robert Bertrand transforme son manoir en fort du Criot, qui cèdera face aux anglais, mais sera repris deux ans plus tard. 
La seigneurie de Saint-Germain est ensuite propriété des seigneurs de Rosel (devenu Rosel de Saint-Germain), dont les descendants sont toujours propriétaires du château,.

### Époque contemporaine
Au XIXe siècle, le hameau des Isles voit naître une importante filature qui permet alors à la population de la commune de s'accroître.
Le 1er janvier 2016, Saint-Germain-du-Crioult intègre avec cinq autres communes la commune de Condé-en-Normandie créée sous le régime juridique des communes nouvelles instauré par la loi no 2010-1563 du 16 décembre 2010 de réforme des collectivités territoriales. Les communes de La Chapelle-Engerbold, Condé-sur-Noireau, Lénault, Proussy, Saint-Germain-du-Crioult et Saint-Pierre-la-Vieille deviennent des communes déléguées et Condé-sur-Noireau est le chef-lieu de la commune nouvelle.

## Politique et administration
| Période                                  | Période       | Identité            | Étiquette | Qualité |
| ---------------------------------------- | ------------- | ------------------- | --------- | --- |
| Les données manquantes sont à compléter. |               |                     |           | |
| 1914                                     | 1961          | Roger Bazin         |           | |
| 1961                                     | 1971          | Jacques Leboucher   |           | |
| 1971                                     | 1971          | Gérald Pierson      |           | |
| 1971                                     | 2005          | Christian Gascouin  | SE        | |
| 2005                                     | décembre 2015 | Bernard Prestavoine | SE        | Acheteur retraité d'une entreprise condéenne Vice-président de la CC du Pays de Condé et de la Druance (2005 → ? ) |

| Période      | Période                      | Identité            | Étiquette | Qualité                                                |
| ------------ | ---------------------------- | ------------------- | --------- | ------------------------------------------------------ |
| janvier 2016 | 2020                         | Bernard Prestavoine |           |                                                        |
| 2020         | février 2023                 | Sylvain Gascouin    |           | Révoqué par le conseil municipal de Condé-en-Normandie |
| février 2023 | En cours (au 9 février 2023) | Isabelle Lepesteur  |           |                                                        |

## Démographie
En 2021, la commune comptait 896 habitants. Depuis 2004, les enquêtes de recensement dans les communes de moins de 10 000 habitants ont lieu tous les cinq ans (en 2004, 2009, 2014, etc. pour Saint-Germain-du-Crioult) et les chiffres de population municipale légale des autres années sont des estimations.
Saint-Germain-du-Crioult a compté jusqu'à 1 590 habitants en 1851.
| 1793  | 1800  | 1806  | 1821  | 1831  | 1836  | 1841  | 1846  | 1851  |
| ----- | ----- | ----- | ----- | ----- | ----- | ----- | ----- | ----- |
| 1 295 | 1 014 | 1 092 | 1 452 | 1 521 | 1 501 | 1 471 | 1 546 | 1 590 |

| 1856  | 1861  | 1866  | 1872  | 1876  | 1881  | 1886  | 1891  | 1896  |
| ----- | ----- | ----- | ----- | ----- | ----- | ----- | ----- | ----- |
| 1 536 | 1 504 | 1 508 | 1 337 | 1 306 | 1 223 | 1 149 | 1 079 | 1 057 |

| 1901 | 1906 | 1911 | 1921 | 1926 | 1931 | 1936 | 1946 | 1954 |
| ---- | ---- | ---- | ---- | ---- | ---- | ---- | ---- | ---- |
| 964  | 937  | 892  | 739  | 762  | 723  | 697  | 803  | 753  |

| 1962 | 1968 | 1975 | 1982 | 1990 | 1999 | 2004 | 2009 | 2014 |
| ---- | ---- | ---- | ---- | ---- | ---- | ---- | ---- | ---- |
| 691  | 701  | 665  | 718  | 819  | 848  | 812  | 894  | 950  |

| 2018 | - | - | - | - | - | - | - | - |
| ---- | - | - | - | - | - | - | - | - |
| 959  | - | - | - | - | - | - | - | - |

## Culture locale et patrimoine

### Lieux et monuments
- Église Saint-Germain du début du XXe siècle.
- Château du Rosel (XVIIIe siècle), des seigneurs de Saint-Germain.
- Château des Ramiers (XIXe siècle), château « industriel », puisque construit par le propriétaire de la filature des Isles.
- Chapelle en mémoire des soldats morts pendant la Première Guerre mondiale :

En 1921, quatre vitraux furent commandés aux ateliers Lorin, alors dirigés par Charles Lorin. Aujourd'hui, seuls subsistent en partie deux vitraux, ceux de saint Maurice et saint Victor, répertoriés à l'Inventaire général du patrimoine culturel.
- Ancien château de la famille « de La Rivière » et sa chapelle Notre-Dame, à Gouvy.

### Personnalités liées à la commune
Des travaux de terrassement réalisés en 2006 à Rivières près de Namur en Belgique, ont permis de découvrir des effets personnels d'un soldat français de la Seconde Guerre mondiale (comme sa plaque d'identité, entre autres) ainsi que de nombreux ossements. Après de nombreuses recherches, il apparut que cette dépouille était celle de René Declais, originaire de la commune, porté disparu le 14 mai 1940 alors qu'il n'avait que 22 ans. Sa famille qui n'avait cessé de le rechercher, et ce dès 1945, a inhumé son corps dans la commune.